# أحمد نغويامزا
أحمد نغويامزا (مواليد 21 ديسمبر 2000) هو لاعب كرة قدم كاميروني يلعب كمدافع في نادي ديجون.

## روابط خارجية
- أحمد نغويامزا على موقع قاعدة بيانات كرة القدم.إي يو (الإنجليزية)
- أحمد نغويامزا على موقع ليكيب (الفرنسية)
- أحمد نغويامزا على موقع Soccerway.com (الإنجليزية)
- أحمد نغويامزا على موقع عالم كرة القدم.نت (الإنجليزية)